# Айзенберг (Тюрингия)
Айзенберг (на немски: Eisenberg) е окръжен град в Тюрингия, Германия с 10 995 жители (към 31 декември 2013 г.). Намира се на половината път между Йена и Гера.
Айзенберг има от 1274 г. права на град и е столица на херцогството Саксония-Айзенберг (1680 – 1707).